# Erwin Schneider
Erwin Hermann Manfred Schneider, né le 13 avril 1906 à Jáchymov et mort le 13 août 1987 à Lech, est un alpiniste autrichien.

## Biographie
Le 25 juillet 1928, il fait partie de l'expédition germano-soviétique pour la première ascension du pic Lénine. Ils atteignent le sommet avec Karl Wien et Eugen Allwein.
En 1930, il participe à une expédition dans l'Himalaya dirigée par Günter Dyhrenfurth vers le Kangchenjunga. Le 21 juin 1931, il fait la première ascension du pic Jongsong à 7 462 mètres,. Ils grimpent sur le Ramthang Chang à 6 802 mètres.
En 1932 et 1936, il prend part à deux expéditions organisées par le Club alpin germano-autrichien (DuOeAV). Au cours de ces expéditions, Schneider et ses compagnons réalisent une dizaine de premières ascensions.